# The Voice of Afghanistan
The Voice of Afghanistan là một chương trình truyền hình tìm kiếm tài năng âm nhạc của Afghanistan, dựa trên phim bản gốc của Hà Lan do John de Mol sáng lập. Cuộc thi là một phần của The Voice.
Cuộc thi dựa trên phiên bản của Hà Lan, theo đó mỗi mùa có 4 giám khảo. Mùa đầu tiên có: Aryana Sayeed, Qais Ulfat, Nazir Khara, và Obaid Juenda; Mùa thứ hai gồm có: Qais Ulfat, Nazir Khara, Obaid Juenda và Fereshta Samah.
Đầu năm 2015, Tolo TV đã thông báo rằng chương trình sẽ không có mùa thứ ba.

## Mùa giải
| - Đội HLV Qais - Đội HLV Aryana - Đội HLV Nazir - Đội HLV Obaid - Đội HLV Fereshta |

| Mùa | Phát sóng lần đầu        | Phát sóng lần cuối        | Nhà quán quân       | Nhà á quân        | Loạt chung kết khác còn lại | Loạt chung kết khác còn lại | Huấn luyện viên chiến thắng | Dẫn chương trình | Dẫn hậu trường | Huấn luyện viên | Huấn luyện viên | Huấn luyện viên | Huấn luyện viên |
| Mùa | Phát sóng lần đầu        | Phát sóng lần cuối        | Nhà quán quân       | Nhà á quân        | Loạt chung kết khác còn lại | Loạt chung kết khác còn lại | Huấn luyện viên chiến thắng | Dẫn chương trình | Dẫn hậu trường | 1               | 2               | 3               | 4               |
| --- | ------------------------ | ------------------------- | ------------------- | ----------------- | --------------------------- | --------------------------- | --------------------------- | ---------------- | -------------- | --------------- | --------------- | --------------- | --------------- |
| 1   | Ngày 31 tháng 5 năm 2013 | Ngày 6 tháng 10 năm 2013  | Jawed Yosufi        | Sediqullah Farazi | Subhan Nedayi               | Zubair Sorood               | Nazir Khara                 | Ahmad Popal      | Khadija Sadat  | Qais Ulfat      | Aryana Sayeed   | Nazir Khara     | Obaid Juenda    |
| 2   | Ngày 30 tháng 5 năm 2013 | Ngày 17 tháng 10 năm 2013 | Najeebullah Shirzad | Bashir Ahmad      | Abdul Hai Amiri             | Wahida Hakim                | Qais Ulfat                  | Omid Nezami      | Khadija Sadat  | Qais Ulfat      | Fereshta Samah  | Nazir Khara     | Obaid Juenda    |